# Ancellotta
L'Ancellotta (talvolta riportato come Ancelotta o Lancellotta) è un vitigno a bacca nera. Diffuso in Emilia, molto ricco di pigmenti coloranti. La sua foglia è di grandezza media, pentalobata e con lobi molto marcati. La pagina superiore è di colore verde chiaro e opaca mentre quella inferiore presenta una colorazione verde oliva e pubescente. Le foglie presentano inoltre una dentatura grossolana e irregolare ed un seno peziolare ad U molto aperto.
Il grappolo è di media grandezza, tra i 15-20 cm di lunghezza, ed è caratterizzato da una forma piramidale. L'acino è piccolo, sferoidale e regolare con buccia di colore blu - nero di medio spessore e consistente.

## Origine storica
Poco si sa a proposito della sua origine. Si pensa che debba il suo nome alla famiglia scopritrice, Lancellotti o Lancellotto. Viene anche chiamata Ancellotta di Massenzatico, dal nome della località di provenienza.

## Coltivazione
Tutta la provincia di Reggio Emilia soprattutto nelle zone limitrofe al capoluogo, ma è stato esportato con successo anche in Brasile nello stato del Rio Grande do Sul.

## Caratteristiche agronomiche
- Vigore: medio.
- Produttività: abbondante e costante.
- Maturazione: media.

## Attitudine enologica
Il vino prodotto presenta una media alcolicità, una bassa acidità e un'abbondante quantità di pigmenti e di zuccheri. Per tali caratteristiche è adatto per il taglio.